# Sergej Witte

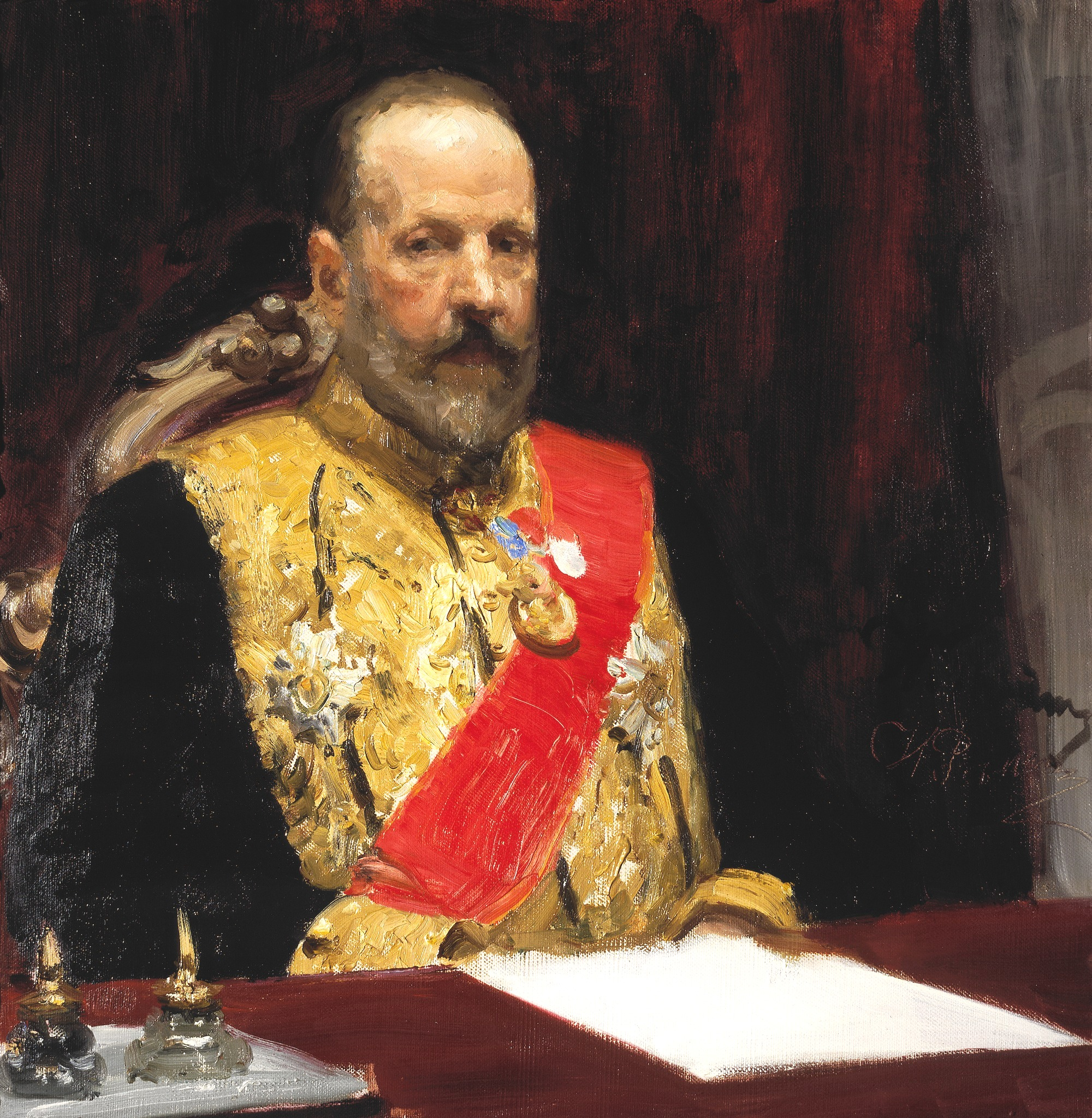
Witte porträtterad av Ilja Repin. Detalj ur målningen Möte i statsrådet den 7 maj 1901 (olja på duk 1903, Tretjakovgalleriet, Moskva).

Sergej Juljevitj Witte (ryska: Сергей Юльевич Витте), även känd som Sergius Witte, född 29 juni 1849 i Tiflis, död 13 mars 1915 i Petrograd, var en rysk greve och politiker. 
Witte ledde den omfattande industrialiseringen av kejsardömet Ryssland. Han var även författaren till Oktobermanifestet från 1905, vilket var en föregångare till Rysslands första konstitution (från 1906), och ordförande i det ryska ministerrådet (premiärminister).

## Biografi
Wittes familj var på faderns sida förryskade tyska lutheraner, medan moderns sida härstammade från den ryska adeln. Sergej Wittes morfar var Andrej Michailovitj Fadejev, guvernör över Saratov och medlem i det kaukasiska riksrådet, hans mormor var furstinnan Helene Dolgoruki, och Helena Blavatskij var hans kusin. Fadern hette Julius Witte och modern Katerina Fadejev. Han föddes i Tbilisi och växte upp i morföräldrarnas hus i den kaukasiska delen av Ryssland. Han utexaminerades från Novorossijsk-universitetet i Odessa med en examen i matematik. Därefter arbetade han den största delen av 1870- och 1880-talet inom den privata företagsvärlden, särskilt då med administrationen och ledningen av diverse järnvägslinjer i Ryssland.

### Inverkan på den ryska ekonomin
Witte tjänstgjorde som direktör över de ryska järnvägarna, en post underställd finansdepartementet, 1889–1891, och som transportminister 1892. Som sådan inledde han ett ambitiöst program för järnvägsbyggnation, varför han även övervakade bygget av den Transsibiriska järnvägen.
Han utsågs till finansminister 1892, en post han höll till 1903. Under hans ämbetstid genomgick Ryssland en period av mycket stor ekonomisk tillväxt. Witte uppmuntrade investeringar av utländskt kapital i Ryssland, och för att underlätta detta införde han 1897 guldmyntfot i Ryssland. Witte främjade även expansionen av den ryska industrin, vilket resulterade in en mycket snabb tillväxt inom industrisektorns andel av ekonomin, och särskilt då metall-, olje-, och transportsektorerna. För att ytterligare förbättra ekonomin och för att attrahera utländska investerare förespråkade Witte en viss inskränkning av autokratin.
Witte blev 1903 befordrad till den relativt maktlösa posten som ordförande för det ryska ministerrådet, en post han höll till 1905. I ett försök att hålla igång moderniseringen av den ryska ekonomin lät Witte sammankalla den Speciella konferensen om jordbrukets behov. Denna konferens skulle bereda rekommendationer för framtida reformer och tillhandahålla den fakta som behövdes för att berättiga dessa. Trots ansträngningarna förbättrades inte böndernas situation och missnöjet bland dem växte stadigt.

### Inverkan på den ryska politiken
Witte återvände till förgrunden 1905 då han kallades av tsaren för att förhandla fram ett slut på det rysk-japanska kriget. Han reste med friherre Roman Rozen till Förenta staterna, där fredssamtal hölls, och förhandlade framgångsrikt å Rysslands vägnar. Trots att Ryssland förlorade stort på slagfältet, i till exempel slaget vid Tsushima, blev Rysslands förluster i freden ytterst små.
Efter denna framgång återvände Witte till den beslutande delen av regeringen för att hjälpa till vid oroligheterna som följde efter kriget och den “blodiga söndagen”. Han utsågs till ordförande för det nyinrättade ministerrådet, en post som närmast motsvarar den som premiärminister, 1905. Under den ryska revolutionen 1905, förespråkade Witte skapandet av ett valt parlament, ombildandet av enväldet till en konstitutionell monarki, och fastställandet av vissa grundläggande rättigheter, vilka skulle baseras på Oktobermanifestet. Många av hans reformer genomfördes, men det räckte inte för att stoppa oroligheterna. Detta, tillsammans med den överväldigande segern för de socialistiska partierna i det första dumavalet, tvingade Witte att avgå från sin ordförandepost i ministerrådet.
Witte fortsatte att vara aktiv inom politiken som medlem av riksrådet, men han gavs aldrig mer en administrativ roll i regeringen. Strax före utbrottet av första världskriget verkade han för att Ryssland skulle hålla sig utanför konflikten. Hans varning att Europa skulle gå katastrofen till mötes om Ryssland gick med förbigicks helt obeaktad och han dog strax efteråt.

## Utmärkelser
- Kommendör med stora korset av Vasaorden, 1897.[1]